# Escos
Escos [ɛskɔs] est une commune française, située dans le département des Pyrénées-Atlantiques en région Nouvelle-Aquitaine.

## Géographie

### Localisation
La commune d'Escos se trouve dans le département des Pyrénées-Atlantiques, en région Nouvelle-Aquitaine.
Elle se situe à 75,2 km par la route de Pau, préfecture du département, à 48,1 km d'Oloron-Sainte-Marie, sous-préfecture, et à 29,1 km d'Orthez, bureau centralisateur du canton d'Orthez et Terres des Gaves et du Sel dont dépend la commune depuis 2015 pour les élections départementales.
La commune fait en outre partie du bassin de vie de Sauveterre-de-Béarn.
Les communes les plus proches sont : 
Castagnède (0,9 km), Oraàs (1,3 km), Labastide-Villefranche (2,0 km), Auterrive (2,2 km), Abitain (3,0 km), Carresse-Cassaber (3,5 km), Saint-Dos (3,6 km), Athos-Aspis (4,1 km).
Sur le plan historique et culturel, Escos fait partie de la province du Béarn, qui fut également un État et qui présente une unité historique et culturelle à laquelle s’oppose une diversité frappante de paysages au relief tourmenté.

### Communes limitrophes
Les communes limitrophes sont  Abitain, Auterrive, Castagnède, Labastide-Villefranche et Oraàs.
|                        | Auterrive |            |
| Labastide-Villefranche | Escos     | Castagnède |
|                        | Abitain   | Oraàs      |

### Hydrographie

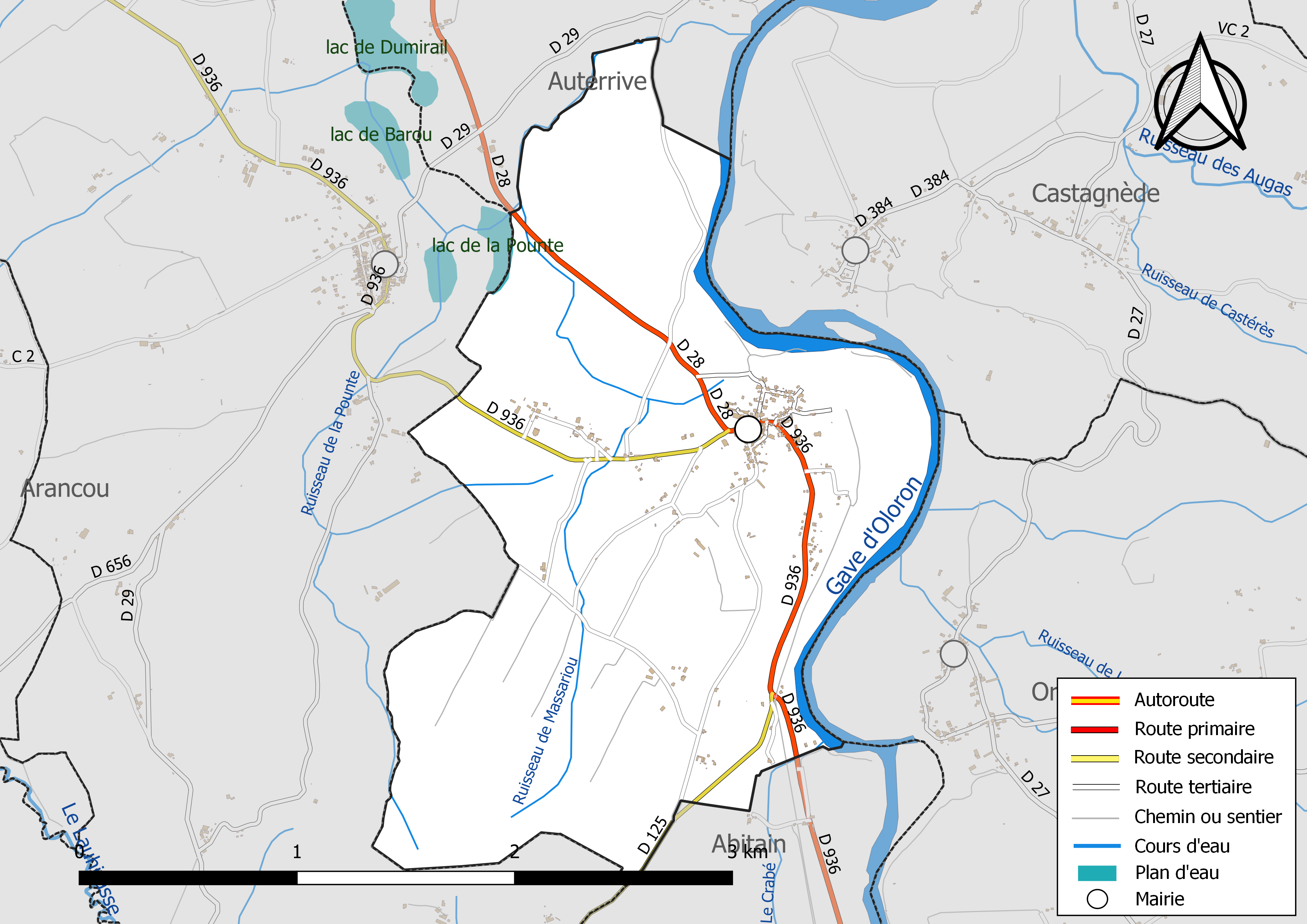
Réseaux hydrographique et routier d'Escos.

La commune est drainée par le gave d'Oloron, un bras du gave d'Oloron, le Crabé, le ruisseau de Laclau, le ruisseau de la Pounte, le ruisseau de Massariou, et par divers petits cours d'eau, constituant un réseau hydrographique de 8 km de longueur totale,.
Le gave d'Oloron, d'une longueur totale de 148,8 km, prend sa source dans la commune de Laruns et s'écoule vers le nord-ouest. Il traverse la commune et se jette dans le gave de Pau à Sorde-l'Abbaye, après avoir traversé 64 communes.

### Climat
Pour des articles plus généraux, voir Climat de la Nouvelle-Aquitaine et Climat des Pyrénées-Atlantiques.
Historiquement, la commune est exposée à un micro climat océanique basque.  
En 2020, Météo-France publie une typologie des climats de la France métropolitaine dans laquelle la commune est exposée à un climat de montagne et est dans la région climatique Pyrénées atlantiques, caractérisée par une pluviométrie élevée (>1 200 mm/an) en toutes saisons, des hivers très doux (7,5 °C en plaine) et des vents faibles.
Pour la période 1971-2000, la température annuelle moyenne est de 13,9 °C, avec une amplitude thermique annuelle de 13,8 °C. Le cumul annuel moyen de précipitations est de 1 348 mm, avec 12,1 jours de précipitations en janvier et 8,1 jours en juillet. Pour la période 1991-2020, la température moyenne annuelle observée sur la station météorologique la plus proche, située sur la commune de Saint-Gladie-Arrive-Munein à 9 km à vol d'oiseau, est de 14,3 °C et le cumul annuel moyen de précipitations est de 1 323,1 mm,. Pour l'avenir, les paramètres climatiques de la commune estimés pour 2050 selon différents scénarios d’émission de gaz à effet de serre sont consultables sur un site dédié publié par Météo-France en novembre 2022.

### Milieux naturels et biodiversité

#### Réseau Natura 2000
Le réseau Natura 2000 est un réseau écologique européen de sites naturels d'intérêt écologique élaboré à partir des Directives « Habitats » et « Oiseaux », constitué de zones spéciales de conservation (ZSC) et de zones de protection spéciale (ZPS).
Un site Natura 2000 a été défini sur la commune au titre de la « directive Habitats » : « le gave d'Oloron (cours d'eau) et marais de Labastide-Villefranche », d'une superficie de 2 547 ha, une rivière à saumon et écrevisse à pattes blanches,.

#### Zones naturelles d'intérêt écologique, faunistique et floristique
L’inventaire des zones naturelles d'intérêt écologique, faunistique et floristique (ZNIEFF) a pour objectif de réaliser une couverture des zones les plus intéressantes sur le plan écologique, essentiellement dans la perspective d’améliorer la connaissance du patrimoine naturel national et de fournir aux différents décideurs un outil d’aide à la prise en compte de l’environnement dans l’aménagement du territoire.
Une ZNIEFF de type 2 est recensée sur la commune, : 
le « réseau hydrographique du gave d'Oloron et de ses affluents » (6 885,32 ha), couvrant 114 communes dont 2 dans les Landes et 112 dans les Pyrénées-Atlantiques.

## Urbanisme

### Typologie
Au 1er janvier 2024, Escos est catégorisée commune rurale à habitat dispersé, selon la nouvelle grille communale de densité à sept niveaux définie par l'Insee en 2022.
Elle est située hors unité urbaine et hors attraction des villes,.

### Occupation des sols

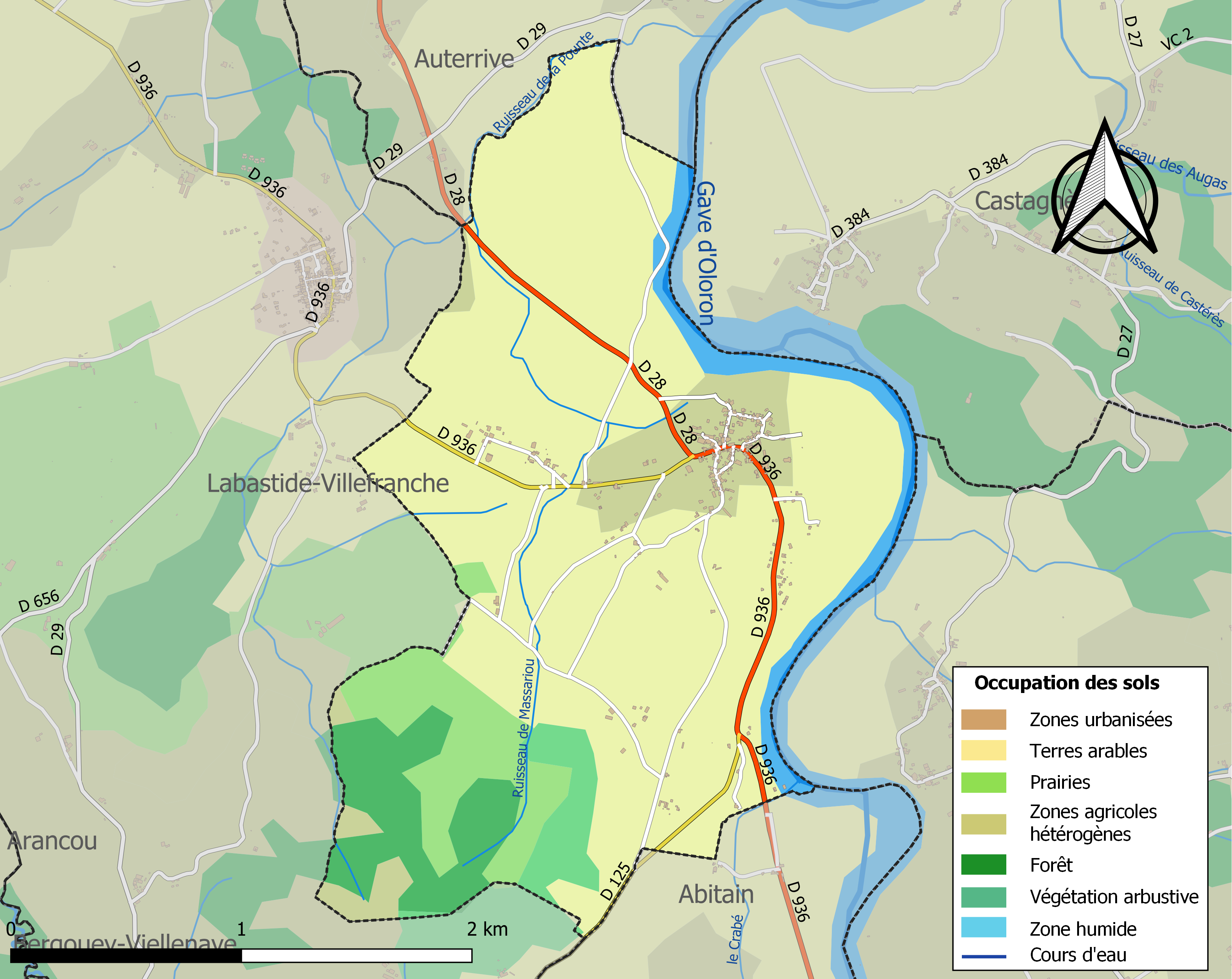
Carte des infrastructures et de l'occupation des sols de la commune en 2018 (CLC).

L'occupation des sols de la commune, telle qu'elle ressort de la base de données européenne d’occupation biophysique des sols Corine Land Cover (CLC), est marquée par l'importance des territoires agricoles (85,6 % en 2018), une proportion identique à celle de 1990 (85,6 %). La répartition détaillée en 2018 est la suivante : 
terres arables (68,4 %), zones agricoles hétérogènes (9,3 %), prairies (7,9 %), forêts (6,8 %), eaux continentales (4,5 %), milieux à végétation arbustive et/ou herbacée (3,1 %). L'évolution de l’occupation des sols de la commune et de ses infrastructures peut être observée sur les différentes représentations cartographiques du territoire : la carte de Cassini (XVIIIe siècle), la carte d'état-major (1820-1866) et les cartes ou photos aériennes de l'IGN pour la période actuelle (1950 à aujourd'hui).

### Lieux-dits et hameaux
- Les Bordes.

### Voies de communication et transports
La commune est desservie par les routes départementales D 28 et D 936.

### Risques majeurs
Le territoire de la commune d'Escos est vulnérable à différents aléas naturels : météorologiques (tempête, orage, neige, grand froid, canicule ou sécheresse), inondations et séisme (sismicité modérée). Il est également exposé à un risque particulier : le risque de radon. Un site publié par le BRGM permet d'évaluer simplement et rapidement les risques d'un bien localisé soit par son adresse soit par le numéro de sa parcelle.

#### Risques naturels
Certaines parties du territoire communal sont susceptibles d’être affectées par le risque d’inondation par une crue à  débordement lent de cours d'eau, notamment le gave d'Oloron. La commune a été reconnue en état de catastrophe naturelle au titre des dommages causés par les inondations et coulées de boue survenues en 1982, 1983, 1992, 2009 et 2021,.

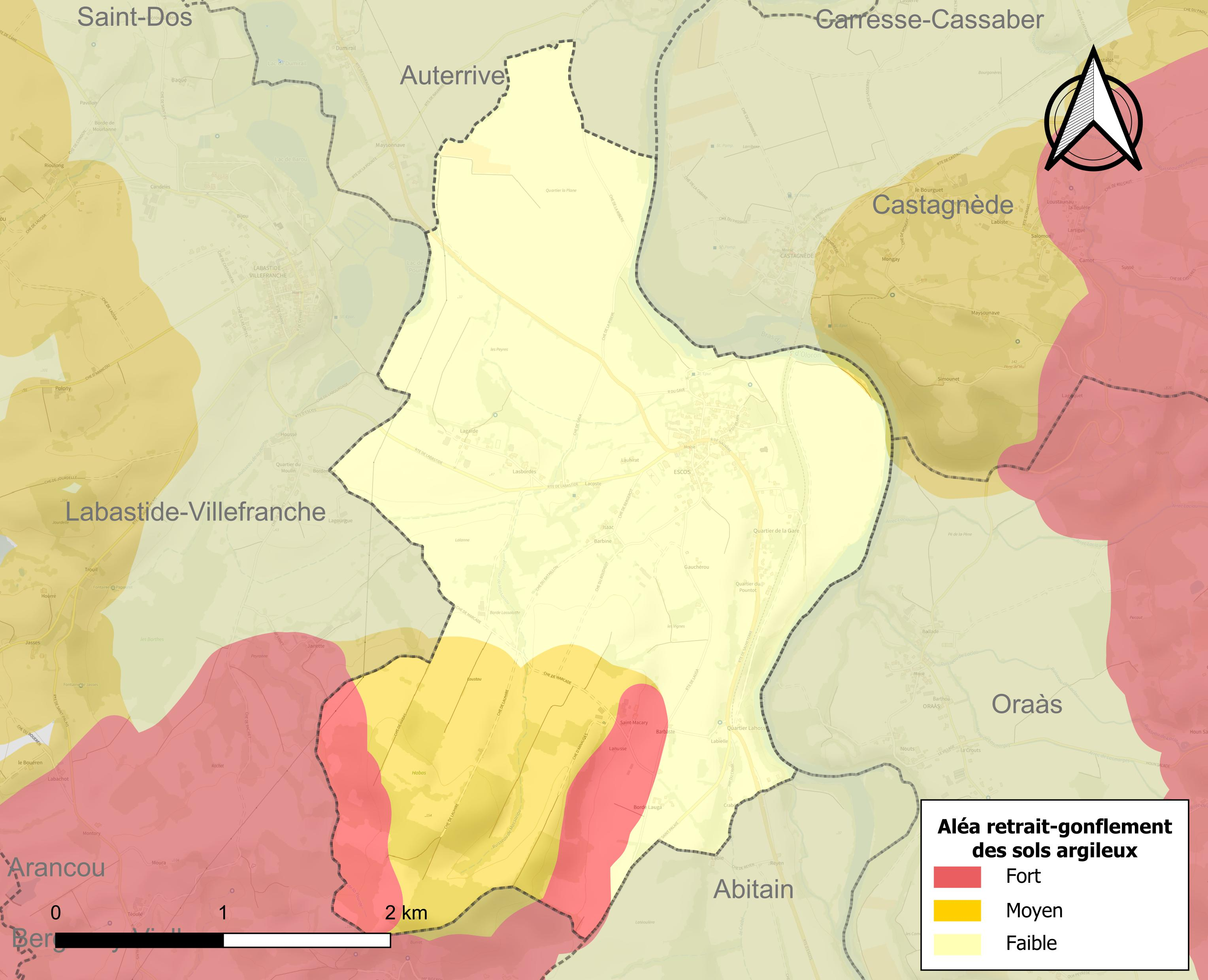
Carte des zones d'aléa retrait-gonflement des sols argileux d'Escos.

Le retrait-gonflement des sols argileux est susceptible d'engendrer des dommages importants aux bâtiments en cas d’alternance de périodes de sécheresse et de pluie. 27,6 % de la superficie communale est en aléa moyen ou fort (59 % au niveau départemental et 48,5 % au niveau national). Depuis le 1er octobre 2020, en application de la loi ELAN, différentes contraintes s'imposent aux vendeurs, maîtres d'ouvrages ou constructeurs de biens situés dans une zone classée en aléa moyen ou fort,.

#### Risque particulier
Dans plusieurs parties du territoire national, le radon, accumulé dans certains logements ou autres locaux, peut constituer une source significative d’exposition de la population aux rayonnements ionisants. Selon la classification de 2018, la commune d'Escos est classée en zone 2, à savoir zone à potentiel radon faible mais sur lesquelles des facteurs géologiques particuliers peuvent faciliter le transfert du radon vers les bâtiments.

## Toponymie

### Attestations anciennes
Le toponyme Escos apparaît sous les formes 
Escos (1105), 
sanctus johannes de escos (1160), 
escoz (1305), 
Escos (1309), 
Escaut (1352, titres de Came), 
Sent-Johan d'Escos et Escoos (respectivement 1439 et 1440, notaires de Labastide-Villefranche), 
Ecos (1582, aliénations du diocèse de Dax) et 
Escos en Navarre (1675, réformation de Béarn).

### Étymologie
Escos provient de la racine botanique basque ezk- qui a donné ezkurr (« gland ») ou ezki ('« tilleul ») et du suffixe aquitain os.

### Autres toponymes
Le hameau des Bordes est mentionné en 1863 dans le dictionnaire topographique Béarn-Pays basque.

### Graphie en langues locales
Son nom béarnais est Escos et son nom basque est Ezkoze.

## Histoire
Paul Raymond note qu'Escos était une dépendance du diocèse de Dax et du duché de Gramont.
Escos est un village navarrais, malgré son appartenance aujourd'hui au canton de Salies. (Escos ne rejoindra d'ailleurs ce canton qu'en 1819). Une trace administrative ténue demeure de l'ancienne appartenance d'Escos à la Basse-Navarre : de nos jours, la commune est toujours membre de la Commission syndicale du Bois de Mixe, comme copropriétaire de terres indivises situées en pays de Mixe, entre Bidache et Saint-Palais.
Toutefois un quartier du village n'appartenait pas au même royaume que le centre du bourg : « Lagarde d'Escos » dépend lui en effet de la juridiction d'Hastingues et, à ce titre, était en « France », en l'espèce sur le territoire de la sénéchaussée de Dax. Relié continûment au reste de la Gascogne, ce hameau en est donc un avant-poste avancé vers le sud.
Par ailleurs, alors que la commune est aujourd'hui séparée d'Ilharre par les bois de Lahire, sur le territoire de la commune d'Abitain, les limites paroissiales n'étaient pas les mêmes sous l'Ancien Régime, et la Basse-Navarre était bien d'un seul tenant, tandis qu'au contraire Labastide-Villefranche était séparé du reste du Béarn : la carte de l'Atlas historique du Béarn, semblable sur ce point à la carte de Hubert Jaillot de la Basse-Navarre de 1689 fait clairement apparaître une continuité entre Escos et Ilharre. Les détails du tracé sont précisés par la carte annexée à l'article de Pierre Tucoo-Chala : la commune d'Abitain n'était pas aussi étendue qu'aujourd'hui et la frontière entre Béarn et Navarre se situait au Moyen Âge le long de la « horse d'Abitain », qui était un fossé qu'on peut encore, paraît-il, deviner non loin de la route au sud d'Escos ; les bois aujourd'hui sur le territoire d'Abitain, au sud de Tachouères, sont navarrais sur la carte dressée par Pierre Tucoo-Chala.
Escos a fait partie du canton de Bidache jusqu'au 14 juillet 1819.

## Politique et administration

### Situation administrative
Escos a fait partie de l'arrondissement de Pau jusqu'au 30 décembre 2016. À cette date, elle appartient désormais à celui d'Oloron-Sainte-Marie.

### Liste des maires
| Période                                  | Période  | Identité         | Étiquette | Qualité |
| ---------------------------------------- | -------- | ---------------- | --------- | ------- |
| Les données manquantes sont à compléter. |          |                  |           |         |
| 1989                                     | 2001     | Jean Larrat      |           |         |
| 2001                                     | 2020     | Daniel Vigneau   | DVD       |         |
| 2020                                     | En cours | Pierre Villenave |           |         |

### Intercommunalité
Escos fait partie de sept structures intercommunales :
- la communauté de communes du Béarn des Gaves ;
- le SIGOM ;
- le SIVU des cinq villages ;
- le syndicat d’énergie des Pyrénées-Atlantiques ;
- le syndicat de regroupement pédagogique de Carresse-Cassaber, Escos et Labastide-Villefranche ;
- le syndicat intercommunal d’alimentation en eau potable Luy - Gabas - Lées ;
- le syndicat intercommunal des gaves et du Saleys.

Escos accueille le siège du SIVU des cinq villages.

## Population et société

### Démographie
L'évolution du nombre d'habitants est connue à travers les recensements de la population effectués dans la commune depuis 1800. Pour les communes de moins de 10 000 habitants, une enquête de recensement portant sur toute la population est réalisée tous les cinq ans, les populations de référence des années intermédiaires étant quant à elles estimées par interpolation ou extrapolation. Pour la commune, le premier recensement exhaustif entrant dans le cadre du nouveau dispositif a été réalisé en 2005.

En 2022, la commune comptait 237 habitants, en stagnation par rapport à 2016 (Pyrénées-Atlantiques : +3,78 %, France hors Mayotte : +2,11 %).
| 1800 | 1806 | 1821 | 1831 | 1836 | 1841 | 1846 | 1851 | 1856 |
| ---- | ---- | ---- | ---- | ---- | ---- | ---- | ---- | ---- |
| 550  | 615  | 601  | 595  | 649  | 587  | 534  | 556  | 540  |

| 1861 | 1866 | 1872 | 1876 | 1881 | 1886 | 1891 | 1896 | 1901 |
| ---- | ---- | ---- | ---- | ---- | ---- | ---- | ---- | ---- |
| 481  | 498  | 512  | 483  | 514  | 498  | 475  | 478  | 460  |

| 1906 | 1911 | 1921 | 1926 | 1931 | 1936 | 1946 | 1954 | 1962 |
| ---- | ---- | ---- | ---- | ---- | ---- | ---- | ---- | ---- |
| 461  | 430  | 437  | 411  | 404  | 376  | 336  | 303  | 287  |

| 1968 | 1975 | 1982 | 1990 | 1999 | 2005 | 2006 | 2010 | 2015 |
| ---- | ---- | ---- | ---- | ---- | ---- | ---- | ---- | ---- |
| 282  | 269  | 256  | 241  | 217  | 228  | 222  | 254  | 237  |

| 2020 | 2022 | - | - | - | - | - | - | - |
| ---- | ---- | - | - | - | - | - | - | - |
| 237  | 237  | - | - | - | - | - | - | - |

## Économie
La commune fait partie de la zone d'appellation de l'ossau-iraty.

## Culture locale et patrimoine

### Patrimoine linguistique
Les deux versions de la Carte des sept provinces basques montrant la délimitation actuelle de l'euscara en dialectes, sous-dialectes et variétés dressée en 1863 par le prince Louis-Lucien Bonaparte placent Escos en dehors de l'aire bascophone.
Le Recueil de linguistique et de toponymie des Pyrénées réalisé en 1887 par Julien Sacaze  nous livre pour Escos une version en gascon, composée d'une traduction de deux textes mythologiques, ainsi que d'une liste des micro-toponymes de la commune.
Le Recueil des idiomes de la région gasconne réalisé en 1894 par le linguiste Édouard Bourciez cite pour Escos une version de la parabole de l'enfant prodigue traduite en gascon.
La carte du Pays basque français dressée en 1943 par Maurice Haulon laisse apparaître la "démarcation actuelle entre la langue basque et les dialectes romans", incluant la commune d'Escos  dans l'aire gasconophone.
D'après la Morfología del verbo auxiliar vasco [Morphologie du verbe auxiliaire basque], Escos n'est pas située dans l'aire bascophone.
Selon Jacques Allières qui dresse en 1977 la frontière linguistique de la langue basque, Escos est située en dehors de la zone bascophone.

### Patrimoine civil
Le château d'Escos à Escos

### Patrimoine religieux

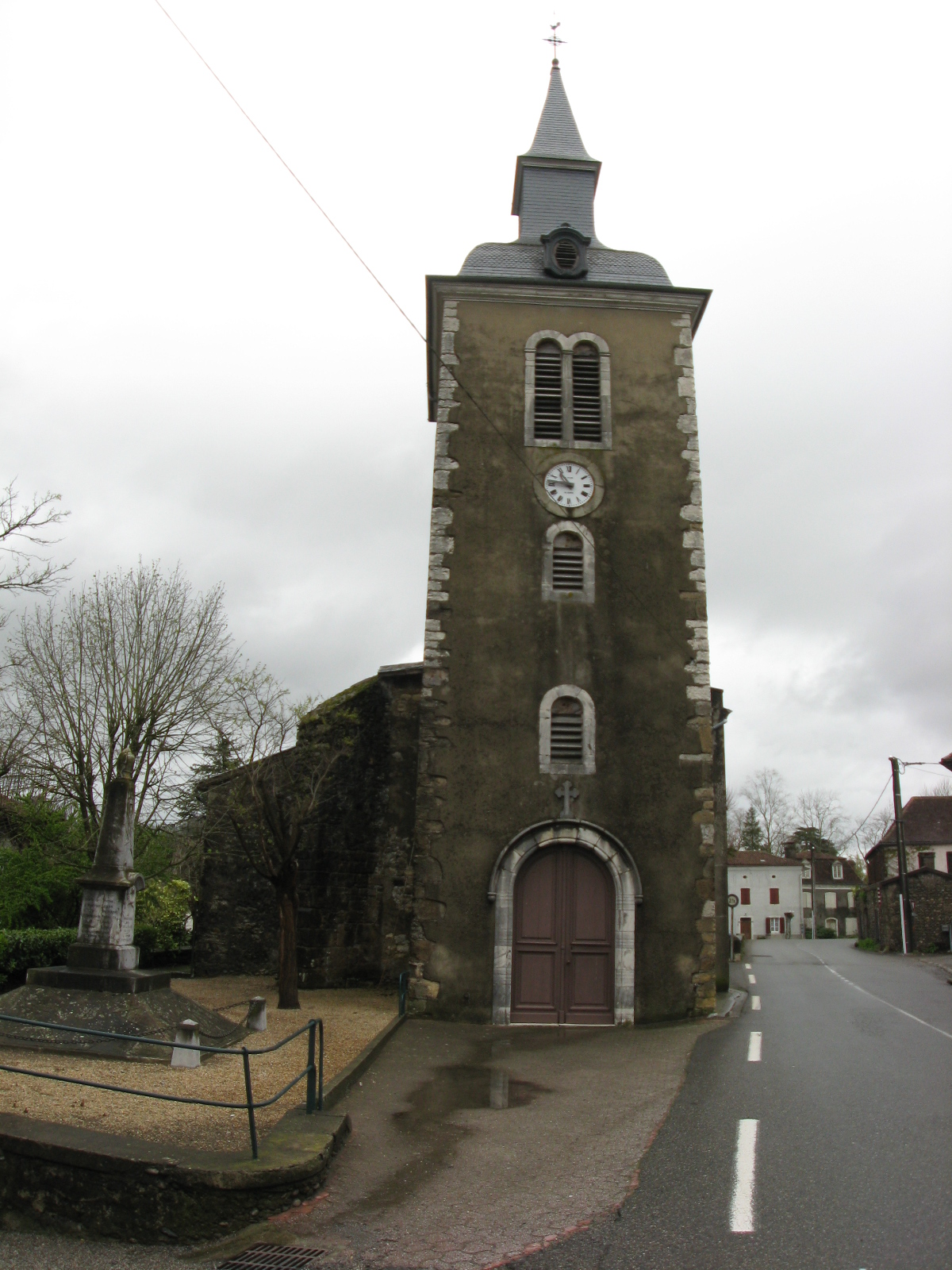
L'église Saint-Jean-Baptiste.

L'église Saint-Jean-Baptiste date partiellement du XVe siècle.

## Équipements
Enseignement
Escos dispose d'une école primaire.